# 맥주의 역사

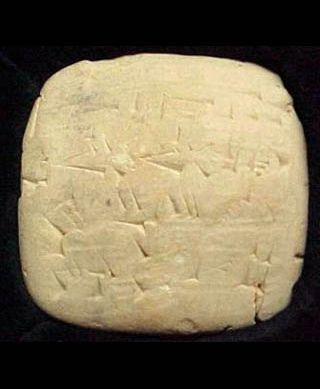
양조업자로부터 "최고급" 맥주를 구매한 사실이 기록된 알룰루(Alulu) 맥주 영수증. 기원전 2050년, 고대 메소포타미아의 수메르의 도시 움마에서.

맥주의 역사(영어: history of beer)는 고대부터 현대에 이르기까지 맥주에 관한 역사에 대해 기술한다. 맥주는 인류가 만든 가장 오래된 음료 중 하나이다. 화학적으로 확인된 최초의 맥주에 대한 기록은 기원전 5천년전 이란 지역으로까지 거슬러 올라가며, 고대 이집트와 고대 메소포타미아의 역사에 기록되어 있으며, 맥주는 이후에 전 세계로 퍼져 나갔다. 양조의 여신인 닌카시를 기리는 3,900년 전에 쓰여진 수메르의 시에는 보리빵으로 맥주를 만드는 과정을 묘사한 가장 오래된 맥주 제조법이 포함되어 있다. 중국에서 발견된 약 5,000년 전의 도자기의 잔해에는 맥주가 보리 및 다른 곡물을 사용하여 양조되었음을 보여준다.

## 같이 보기
- 맥주
- 유럽의 술 선호도
- 술의 역사
- 포도주의 역사